# Bill de Blasio
Bill de Blasio (/dɪˈblɑːzioʊ/; tên khai sinh là Warren Wilhelm Jr.; sinh ngày 8 tháng 5 năm 1961) là một chính trị gia người Mỹ đang phục vụ với tư cách là Thị trưởng thứ 109 của Thành phố New York. Trước cuộc bầu cử đầu tiên vào vị trí Thị trưởng, ông đã từng là người ủng hộ công chúng của Thành phố New York từ năm 2010 đến 2013.
Sinh ra ở Manhattan, ông tốt nghiệp Đại học New York và Đại học Columbia trước khi có một thời gian ngắn làm người quản lý chiến dịch cho Charles Rangel và Hillary Clinton. Ông bắt đầu sự nghiệp với tư cách là một quan chức được bầu bằng cách phục vụ trong Hội đồng thành phố New York đại diện cho quận 39 ở Brooklyn từ năm 2002 đến 2009. Nhiệm kỳ của ông với tư cách là người ủng hộ công chúng đã thấy một sự cải cách của các chính sách giáo dục, nhà ở và chiến dịch. Ông được bầu làm Thị trưởng Thành phố New York trong cuộc bầu cử chiến thắng vang dội năm 2013 và tái đắc cử chức vụ này vào năm 2017, một cuộc bầu cử chiến thắng vang dội khác.
Ông đã khởi xướng chương trình huấn luyện giảm leo thang mới cho các sĩ quan, giảm các vụ truy tố về sở hữu cần sa, thực hiện việc sử dụng máy ảnh của cảnh sát và chấm dứt chương trình giám sát sau ngày 9/11 của cư dân Hồi giáo. Sáng kiến chữ ký của ông với tư cách là thị trưởng là việc thực hiện Pre-K phổ quát miễn phí trong thành phố. Nỗ lực của ông để bắt đầu một triệu phú thuế đã bị từ chối bởi thống đốc New York Andrew Cuomo. De Blasio đã cố gắng cài đặt một căn hộ đóng băng chưa từng có trên toàn thành phố cho các căn hộ ổn định tiền thuê trong năm 2015.
De Blasio đã kêu gọi sự chú ý đến những gì ông nói đến như một mức độ bất bình đẳng kinh tế nghiêm trọng ở thành phố New York, nơi ông mô tả là một "câu chuyện về hai thành phố" trong chiến dịch đầu tiên của mình. Ông đã công khai ủng hộ một diễn ngôn tự do xã hội và tiến bộ về kinh tế thành phố, quy hoạch đô thị, giáo dục công cộng, quan hệ cảnh sát và tư nhân hóa. De Blasio đã duy trì tỷ lệ tán thành hỗn hợp trong suốt nhiệm kỳ của mình. Vào ngày 16 tháng 5 năm 2019, de Blasio tuyên bố ứng cử vào các cuộc bầu cử sơ bộ của Đảng Dân chủ cho cuộc bầu cử tổng thống Hoa Kỳ 2020.